# 摩爾門先驅者

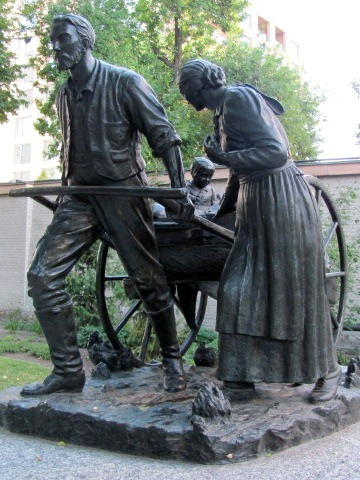
一尊摩爾門手推車先驅者紀念雕像，現置於猶他州鹽湖城的聖殿廣場。

摩爾門先驅者泛指遷往猶他州的耶穌基督後期聖徒教會教徒，早在1847年4月已經有高達七萬的耶稣基督后期圣徒移民從美國中西部遷入鹽湖城。移民潮後來隨著由抵美華工建造、橫貫加州南北的越州鐵路於1869年竣工而告結束。

## 參看
- 摩爾門手推車先驅者